# Шаповал, Михаил Васильевич
Михаил Васильевич Шаповал (род. 1946) — председатель правления сельскохозяйственного кооператива «Летава», Хмельницкая область, Герой Украины (2010).

## Биография
Родился 8 ноября 1946 года в пгт Чемеровцы Хмельницкой области.
После смерти матери в 1957 году и смерти через два года от фронтовой контузии отца — Михаил с младшим братом сергеем попал в Дашевский детский дом Винницкой области.
Поступил в Иллинецкий зоологический техникум на специальность зоотехника. После окончания техникума работал по распределению бригадиром животноводов Антонинского сахарного комбината в Красиловском районе Хмельницкой области. Через год занял должность зоотехника в колхозе им. Петровского села Пышки.
В 1970 году жители села Белая Чемеровецкого района попросили его стать главным зоотехником в их колхозе. В этом же году Шаповал получил высшее образование, закончив Белоцерковский сельскохозяйственный институт.
В 1972 году был выбран секретарём парткома колхоза им. Б. Хмельницкого села Белая.
В 1974 году был выбран председателем колхоза «Ленинский путь» села Кутковцы Чемеровецкого района. После преобразования этого колхоза в совхоз «Восход», Шаповал вернулся в колхоз им. Б. Хмельницкого главным экономистом и в 1977 году был выбран председателем колхоза им. Б. Хмельницкого.
После смерти председателя колхоза им. Ленина села Летава В. Д. Лищука, в 1980 году решением райкома партии был рекомендован на должность председателя колхоза им. Ленина — с. Летава, Чемеровецкий район Хмельницкой области.
Колхоз им. Ленина был награждён орденом Ленина, с образованием самостоятельного украинского государства был преобразован в сельскохозяйственный кооператив «Летава», где Шаповал М. В. работает по настоящее время.
Предметом гордости Михаила Васильевича является музей истории села, в котором отображена трудовая деятельность летавчан нескольких поколений. Журналистами Украины этот музей признан лучшим сельским музеем.

## Награды и звания
- Герой Украины (с вручением ордена Державы, 21.08.2010 — за выдающиеся личные заслуги перед Украинским государством в развитии сельского хозяйства, внедрения прогрессивных технологий и передовых форм ведения хозяйства, многолетний самоотверженный труд).
- Орден «За заслуги» III степени (13.11.2001) — за выдающиеся трудовые достижения, весомый личный вклад в развитие агропромышленного производства, высокий профессионализм и самоотверженный труд[3].